# Temoaya
Temoaya é um município do estado do México, no México.